# Jürgen Habermas
‎
Jürgen Habermas, nemški filozof, politolog in sociolog tradicionalne, kritične teorije, * 18. junij 1929, Düsseldorf (Nemčija).
Habermas je najbolj poznan po delu o javni (družbeni) sferi. Njegovo delo, včasih označeno kot neo-marksistično, se osredotoča na temelje socialne teorije in epistemologije, analizo napredne kapitalistično-industrijske družbe in demokracije, pravni zakon v socialno-evolucionarnem kontekstu ter sočasno nemško politiko. Razvil je teoretičen sistem namenjen odkrivanju možnih razlogov, emancipacije in racionalno-kritične komunikacije, ki tiči v modernih liberalnih institucijah, kakor tudi v človekovi zmožnosti za komuniciranje, osvobajanje in zasledovanje racionalnih interesov.

## Pomembnejša dela
- Strukturne spremembe javnosti (Strukturwandel der Öffentlichkeit. Untersuchungen zu einer Kategorie der bürgerlichen Gesellschaft), 1962
- Erkenntnis und Interesse, 1968
- Legitimationsprobleme im Spätkapitalismus, 1973
- Teorija komunikacijskega delovanja (Theorie des kommunikativen Handelns), 1981
- Der Philosophische Diskurs der Moderne: Zwölf Vorlesungen, 1985
- Faktizität und Geltung, 1992
- Die Normalität einer Berliner Republik. Kleine Politische Schriften VIII, 1995
- Die Einbeziehung des Anderen. Studien zur politischen Theorie, 1996
- Prihodnost človeške narave (Die Zukunft der menschlichen Natur. Auf dem Weg zu einer liberalen Eugenik?), 2001
- Old Europe, New Europe, Core Europe, 2005
- Dialektika sekularizacije (Dialektik der Säkularisierung: Über Vernunft und Religion) (2005, skupaj z Josephom Ratzingerjem)
- Med naturalizmom in religijo: filozofski sestavki (Zwischen Naturalismus und Religion. Philosophische Aufsätze), 2008
- Zur Verfassung Europas. Ein Essay., 2011